# Acasio (gemeente)
Acasio is een gemeente (municipio) in de Boliviaanse provincie Bernardino Bilbao in het departement Potosí. De gemeente telt naar schatting 6.417 inwoners (2018)). De hoofdplaats is Acasio.

## Indeling
De gemeente bestaat uit de volgende kantons:
- Cantón Acasio
- Cantón Taconi de Caine